# 線形力学系
線形力学系（せんけいりきがくけい、英: linear dynamical system）とは、行列で定義され、線形性を持つ力学系である。

## 定義
一般に Rn における線形力学系は、ベクトル値関数 x(t) ∈ Rn と、n 次の正方行列 A により、次のような微分方程式で表される。
{\displaystyle {\frac {\mathrm {d} }{\mathrm {d} t}}\mathbf {x} (t)=A\mathbf {x} (t)}
ただしこれは、x が連続的に変化する場合であり、離散系の場合には、
{\displaystyle \mathbf {x} _{m+1}=A\mathbf {x} _{m}}
で表される。
これが線形であるとは、x(t) と y(t) が解ならば、任意のスカラー a, b について、線形結合 ax(t) + by(t) も解である、ということを意味している。
線形力学系は、多くの非線形の場合と異なり、完全に解くことができる。このとき、解は行列の指数 etA（連続系）、もしくは累乗 An（離散系）によって表現され、その振る舞いは一般的に行列 A の固有値、固有ベクトルによって理解できる。
非線形のときでも、変数変換により線型化して解くことができることもある。また、不動点の周りでの線形近似は、非線形系を理解するのに役立つ（ハートマン＝グロブマンの定理）。

## 線形力学系の解
初期値 x(0) = x0 が、行列 A の固有ベクトル vk ならば、初期条件は
{\displaystyle \left.{\frac {\mathrm {d} }{\mathrm {d} t}}\mathbf {x} (t)\right|_{t=0}=A\mathbf {v} _{k}=\lambda _{k}\mathbf {v} _{k}}
となる。ただし、λk は、固有ベクトル vk に対応する固有値である。このとき、解は、
{\displaystyle \mathbf {x} (t)=\mathbf {v} _{k}\mathrm {e} ^{\lambda _{k}t}}
となる。
もし A が対角化可能ならば、任意の初期値 x0 は、固有ベクトルの線形結合で一意に表される。つまり、次のような係数 ak が一意に存在する。
{\displaystyle \mathbf {x} _{0}=\sum _{k=1}^{n}a_{k}\mathbf {v} _{k}}
このとき解は、
{\displaystyle \mathbf {x} (t)=\sum _{k=1}^{n}a_{k}\mathbf {v} _{k}e^{\lambda _{k}t}}
となる。
対角化不可能な場合でも一般に行列の指数関数を用いて
{\displaystyle \mathbf {x} (t)=e^{tA}\mathbf {x} _{0}\quad {\biggl (}e^{tA}=\sum _{n=0}^{\infty }{\frac {t^{n}}{n!}}A^{n}{\biggr )}}
と、解を導くことができる。

## 二次元の場合
二次元の線形力学系は、
{\displaystyle {\frac {\mathrm {d} }{\mathrm {d} t}}{\begin{pmatrix}x\\y\\\end{pmatrix}}=A{\begin{pmatrix}x\\y\\\end{pmatrix}}}
で表される。この系では、A は 2 次正方行列である。A の固有値は、行列式 Δ と、トレース τ を用いて、
{\displaystyle \lambda _{1}={\frac {\tau +{\sqrt {\tau ^{2}-4\Delta }}}{2}}}
{\displaystyle \lambda _{2}={\frac {\tau -{\sqrt {\tau ^{2}-4\Delta }}}{2}}}
のように書くことができる。
また、{\displaystyle \Delta =\lambda _{1}\lambda _{2}} であり、{\displaystyle \tau =\lambda _{1}+\lambda _{2}} である。
もし、{\displaystyle \Delta <0} ならば、固有値の符号が異なり原点は、鞍点 (saddle point) となる。
{\displaystyle \Delta =0} ならば、原点は孤立した平衡点ではない。
{\displaystyle \Delta >0} ならば、固有値の符号が同じになり、{\displaystyle \tau <0} ならば(漸近)安定、{\displaystyle \tau =0} ならば中立安定、{\displaystyle \tau >0} ならば不安定になる。また固有値が実数ならば節点 (node) となる。ただし、二つの固有値が同じときには対角化可能なときスター、不可能なとき退化節点 (degenerate node) となる。最後に複素数のときは、渦状点 (spiral) となる。